# Зелений Гай (Роменський район)
Зелений Гай (до 27.12.1957 Хрущова; раніше х. Деркачі) —  село в Україні, у Коровинській сільській громаді Роменського району Сумської області. Населення становить 13 осіб. До 2017 орган місцевого самоврядування — Коровинська сільська рада.

## Географія
Село Зелений Гай знаходиться між селами Бороданове і Перекір (1 км). По селу протікає пересихаючий струмок з загатою.

## Історія
- 12 червня 2020 року, відповідно до розпорядження Кабінету Міністрів України № 723-р «Про визначення адміністративних центрів та затвердження територій територіальних громад Сумської області», село увійшло до складу Коровинської сільської громади[2].
- 19 липня 2020 року, в результаті адміністративно-територіальної реформи та ліквідації  Недригайлівського району, громада увійшла до складу новоутвореного Роменського району[3].